# Карталон (III ст. до н. е.)
Карталон (пун. 𐤒𐤓‬𐤕‬𐤇‬𐤋‬𐤑; д/н —після 247 до н. е.) — військовий діяч Карфагену часів Першої Пунічної війни. Ім'я перекладається як «Охороняемий Мелькартом».

## Життєпис
Походив із знатного роду, можливо був нащадком Карталона, сина Малха. Перша згадка відноситься до 255 року до н. е., коли Карталон очолив військо для походу до Сицилії. Ймовірно до того відзначився у боях проти римлян на чолі із Марком Атілієм Регулом в Африці.
На Сицилії Карталон захопив Акрагант, що за задумом повинен стати важливою базою у боротьби з римськими легіонами на острові. Проте вже 254 року до н. е. зазнав поразки, втративши це місто. Відступив до Панорму. Але й тут не мав успіху проти Гнея Коррнелія Сципіона, втративши Панорм. Втратив посаду очільника військ на Сицилії на користь Гасдрубала, сина Ганнона.
Був підпорядкований Адгербалу, який очолив оборону Лілібею та рештків Сицилії. У 250 році до н. е. призначений очільником залоги Лілібею, а Адгербал переніс свою базу до Дрепануму. 249 року відзначився у морській битві біля Дрепануму, де римлянам було завдано поразки. Того або наступного року змінив Адгербала на посаді командуючого карфагенськими військами на Сицилії.
247 року до н. е. поступився посадою на користь Гамількара Барки. Ймовірно, перебував під його командуванням до кінця війни.

## Родина
Його син або онук Карталон напевне був очільник кінноти у війську Ганнібала Баркида.